# Don Alden Adams
Don Alden Adams (n. 16 ianuarie 1925, Oak Park, Cook County, Illinois, SUA – d. 30 decembrie 2019) a fost președinte al Watch Tower Bible and Tract Society of Pennsylvania, cea mai importantă corporație a Martorilor lui Iehova.

## Biografie
Născut în 1925 în Illinois, SUA, el a crescut într-o mare familie. Familiei sa a avut inițial conexiuni cu biserica protestantă episcopală din SUA. Mama lui și-a manifestat interesul față de Martorii lui Iehova iar cu timpul și copii au devenit interesați. Tatăl, la început, nu a avut inițial nici un interes real. Însă, cu timpul, acesta a studiat Biblia cu Martorii și s-a botezat.
În anul 2000, el a fost numit președinte al Societății Watch Tower, după decesul lui Milton G. Henschel, președinte și membru al Corpului de Guvernare al Martorilor lui Iehova.